# Global Heart Cirkulation
Global Heart Cirkulation er en dansk eksperimentalfilm fra 2002 instrueret af Bjarne v. H.H. Solberg.

## Handling
Filmen viser et pumpende menneskehjerte, klippet sammen med det hektiske pulserende univers, hvor blod og floder smelter sammen i hvirvlende billeder. Organisk liv veksler med billeder af det teknologiske univers med atomenergi og kemiske væsker.